# مالكوم فار
مالكوم فار (بالإنجليزية: Malcolm Farr)‏ هو صحفي أسترالي، ولد في 2 أغسطس 1951.